# Okres Tét
Okres Tét (maďarsky Téti kistérség) je okres v severním Maďarsku v župě Győr-Moson-Sopron. Jeho správním centrem je město Tét.

## Sídla
- Árpás
- Csikvánd
- Felpéc
- Gyarmat
- Gyömöre
- Győrszemere
- Kisbabot
- Mérges
- Mórichida
- Rábacsécsény
- Rábaszentmihály
- Rábaszentmiklós
- Szerecseny
- Tét